# كريستوفر ماجي
كريستوفر ماجي (بالإنجليزية: Christopher Lyman Magee II)‏ هو طيار بحري في الولايات المتحدة ‏ أمريكي، ولد في 12 يونيو 1917 في أوماها في الولايات المتحدة، وتوفي في 27 ديسمبر 1995 في شيكاغو في الولايات المتحدة.